# Малхасов, Михаил Орестович
Михаил Орестович Малхасов (21 ноября 1909, Одесса — 6 марта 1976, там же) — советский футболист, тренер. Судья республиканской категории (1948). Автор первого гола в истории одесских команд мастеров.

## Биография
Один из самых техничных игроков Украины. Выделялся филигранной техникой, безукоризненным владением мячом, смекалкой, умением завершить атакующую комбинацию. В футбол начал играть в команде «Чёрное море» в 1921 году, после чего был одним из лидеров сильнейших команд чемпионата Одессы 1920-х годов — «Местрана» и «Кожтреста», в составе которых становился чемпионом города.
Вместе со Штраубом Малхасов составлял связку на правом фланге атаки: оба выделялись блестящей техникой и хорошо понимали друг друга. Малхасов был конструктором атак. Борис Галинский называл его «одним из самых техничных футболистов республики».
Играя за сборную Одессы, Малхасов был замечен в киевском «Динамо», в которое перебрался в 1929 году.
В 1932 году защищал цвета ивановского «Динамо», а в 1934 году играл за московскую «Промкооперацию».
В 1930 и 1933 годах под № 3 входил в число 33-х лучших футболистов СССР на позициях правого полусреднего (1930) и правого крайнего (1933).
В 1936 году Малхасов в составе одесского «Динамо» дебютировал в клубном чемпионате СССР и стал автором первого гола в истории одесских команд мастеров, 30 мая 1936 года поразив ворота одноклубников из Ростова-на-Дону.
В составе «Динамо» отыграл 48 матчей, из них 27 — в группе «А» (высшая лига) и забил 12 мячей (3 — в высшем дивизионе).
В 1939 году Цона, как называли его одесские болельщики, завершил активную игровую карьеру, став играющим тренером своей команды, а после войны работал администратором, тренером и начальником команды.
В 1948 году стал судьёй республиканской категории.
Активно участвовал в работе городских и областных футбольных ведомств, тренировал любительские коллективы и сам нередко выходил на поле.
Скончался 6 марта 1976 года.
В 2001 году был включён в число лучших футболистов Одессы XX века.